# Березин, Александр Дмитриевич
Алекса́ндр Дми́триевич Березин (27 августа 1895 года, Владимир — 5 июля 1942 года, деревня Демяхи, Смоленская область) — советский военачальник, генерал-майор (4.06.1940).

## Начальная биография
Александр Дмитриевич Березин родился в 1895 году во Владимире в семье рабочего. Сдал экстерном экзамены за 7 классов Владимирской мужской гимназии в 1913 году. Работал в портняжной мастерской, затем в губернской типографии.

## Военная служба

### Первая мировая и Гражданская войны
В мае 1915 года призван в Русскую императорскую армию. Был направлен в 92-й запасной пехотный полк во Владимире, в котором в августе окончил учебную команду и сразу же направлен учиться на офицера. В октябре 1915 года окончил 5-ю Московскую школу прапорщиков. Сразу после её окончания Березин был направлен на фронт. Воевал в составе 68-го лейб-пехотного Бородинского полка 17-й пехотной дивизии на Северном фронте, был младшим офицером и командиром роты. С января 1917 года командовал ротой 730-го Городеченского пехотного полка 183-й пехотной дивизии Западного фронта, где дослужился до чина штабс-капитана. В бою в июле 1917 года получил тяжёлое ранение, после длительного лечения в феврале 1918 года был демобилизован.
Вернулся во Владимир, работал секретарём в местной газете «Известия», заведующим конторой редакции, членом коллегии Владимирского городского жилотдела. 4 мая 1918 года вступил в ВКП(б) и по партийной мобилизации был призван в ряды РККА.
С апреля 1919 года служил в Красной Армии. Принимал участие в Гражданской войне. Сначала служил командиром батальона 5-го Нижегородского продовольственного полка. С июля 1919 года — командир 6-го отдельного батальона ВЧК во Владимире. Участвовал в подавлении мятежей, вёл борьбу с бандитизмом в Юрьев-Польском уезде. С августа 1919 — помощник командира 143-го отдельного стрелкового батальона, с февраля 1920 — помощник командира и командир 10-го отдельного батальона ВЧК. В августе 1920 года батальон был переброшен на Северный Кавказ, участвовал в ликвидации улагаевского десанта, а затем вплоть до конца 1921 года — в борьбе с бандитизмом и в подавлении антисоветских восстаний на Кубани и Ставрополье.
В октябре 1920 года переведён из ВЧК в Красную Армию, служил в 127-м отдельном стрелковом полку Северо-Кавказского военного округа (г. Святой Крест) командиром батальона и помощником командира полка, с января 1921 — помощником командиров 123-го и 326-го стрелковых полков. С апреля 1921 командовал батальоном в 325-м стрелковом полку, с июля 1921 — в 117-м стрелковом полку и в 247-м стрелковом полку 28-й Горской стрелковой дивизии СКВО (Армавир). В ноябре 1922 года убыл на учёбу.

## Межвоенное время
В 1923 году Березин окончил Высшую тактическо-стрелковую школу комсостава РККА имени Коминтерна «Выстрел». С августа 1923 года служил в 51-м стрелковом полку 17-й стрелковой дивизии Приволжского военного округа (Владимир, затем Арзамас): командир роты, начальник штаба полка, командир батальона. С мая 1926 по ноябрь 1927 — помощник начальника оперативной части штаба 14-й стрелковой дивизии ПриВО. В 1928 году окончил специальные разведывательные курсы усовершенствования комсостава при 4-м управлении штаба РККА. Затем продолжил службу в штабе 14-й стрелковой дивизии помощником начальника и начальником оперативной части штаба дивизии. С февраля 1932 — начальник оперативной части штаба 73-й стрелковой дивизии Сибирского военного округа (Омск), с сентября 1937 — начальник штаба этой дивизии. С 7 апреля 1938 — командир 94-й стрелковой дивизии СибВО (Красноярск).
19 августа 1939 года полковник Березин был назначен на должность командира формируемой в Красноярске 119-й стрелковой дивизии. В то же время окончил курсы усовершенствования комсостава при Военной академии РККА имени М. В. Фрунзе.

### Великая Отечественная война
29 июня дивизия в составе 24-й армии была направлена на Западный фронт. Однако на фронте дивизию передали 14 июля в 30-ю армию (20 июля — в 31-ю армию), она заняла оборонительные позиции в районе Оленино, где приняла участие в строительстве Ржевского участка Ржевско-Вяземского укрепрайона. Первый бой, согласно журналу боевых действий, 634-й стрелковый полк дивизии принял 8 октября 1941 года южнее Оленино, в районе Дудкино, Аксенино в ходе Вяземской оборонительной операции. Дивизия попала в «Вяземский котёл», но сумела прорваться из него и вошла в 29-ю армию Калининского фронта, участвовала в Калининской оборонительной операции. Уже 22—24 октября она нанесла сильный контрудар, отбросив передовые немецкие части на правый берег Волги западнее Калинина. Затем дивизия держала оборону в ходе битвы за Москву.
5 декабря дивизия перешла в контрнаступление отличилась в участии в Калининской наступательной операции, в ходе которой форсировала Волгу и, организовав плацдарм, наряду с другими соединениями освободила город Калинин. За успешные боевые действия 17 марта 1942 года приказом Народного комиссара обороны СССР 119-я стрелковая дивизия была преобразована в 17-ю гвapдейскую стрелковую дивизию.
Бывший командующий 31-й армией Василий Далматов в книге «Рубеж великой битвы» писал: 

«Не могу не вспомнить о 119-й стрелковой Красноярской дивизии, вписавшей не одну яркую страницу в летопись героической борьбы Красной Армии с превосходящими силами врага в 1941 году. Сибиряки показали пример беззаветной преданности Родине, образцы мужества и отваги. Командовал дивизией генерал А. Д. Березин. Дивизии сибиряков одной из первых в марте было присвоено звание 17-й гвардейской.»
16 января дивизию передали в 22-ю армию Калининского фронта, она участвовала в Ржевско-Вяземской наступательной операции. 29 января части дивизии ворвались в город Белый и полностью освободили его. С 6 июня 1942 года — заместитель командующего 22-й армией, откуда был откомандирован в штаб 41-й армии.
Во время Холм-Жирковской оборонительной операции 39-я советская армия и часть сил 41-й армии попали в окружение. В котле генерал Березин погиб согласно большинству публикаций — 5 июля 1942 года. Однако исследователь Ржевской битвы С. А. Герасимова приводит данные, что 6 июля генерал был жив и возглавлял боевые действия одного из окружённых полков, а последнее упоминание (не подтверждённое) о нём датировано 18 июля. Был захоронен в воинском захоронении рядом с д. Демяхи Бельского района, ныне Тверской области. Длительное время считался пропавшим без вести. В 1960-х годах захоронение было обнаружено, генерал опознан по сохранившимся документам и ордену Красного Знамени.

Генерал-майор А.Д. Березин в 1942 году.

## Оценки и мнения
Поведение генерала Березина, как и многих других вышестоящих командиров, во время Великой Отечественной войны подверглось резкой критике со стороны его бывшего подчиненного А. И. Шумилина в мемуарных записках последнего «Ванька-ротный».

## Память
- В городе Белый, небольшую часть которого 29 января 1942 года освободила 119-я стрелковая дивизия, Складская улица была переименована в улицу Березина, а так как тогда место захоронения Березина не было известно, то в её начале ему установили памятную плиту.
- 21 сентября 1966 года в Красноярске 2-я Полярная улица была переименована в улицу генерал-майора Березина А. Д.[7][8].
- В 1985 году в честь 40-летия Победы во Владимире бывший проезд Связи переименован в улицу имени А. Д. Березина.
- Именем генерала А. Д. Березина названа средняя школа № 152 в Красноярске[9].

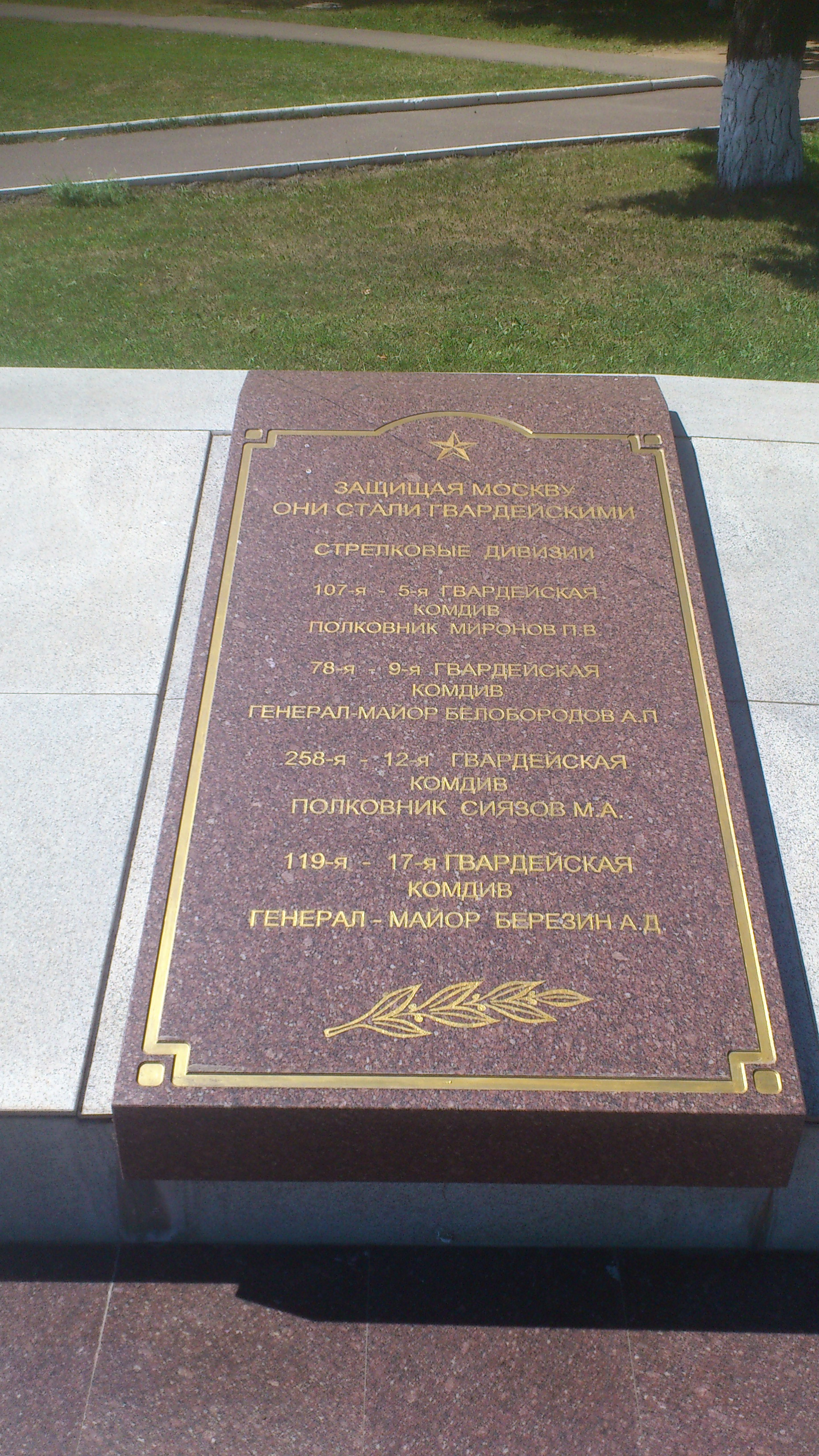
Имя комдива 119 сд А. Д. Березина высечено на плите мемориального комплекса «Воинам-сибирякам».
Мемориальный комплекс «Воинам-сибирякам», Ленино-Снегирёвский военно-исторический музей.

## Воинские звания
- Майор (24.12.1935)[10]
- Полковник (7.04.1938);
- Комбриг (4.11.1939);
- Генерал-майор (4.06.1940)[11][12].

## Награды
- Орден Святой Анны 3-й степени
- Орден Святой Анны 4-й степени
- Орден Красного Знамени (12.01.1942)[13]
- Медаль «XX лет Рабоче-Крестьянской Красной Армии» (22.02.1938)